# Aarzemnieki
Aarzemnieki is een Letse folkgroep.

## Overzicht
De band werd in 2013 opgericht en bestaat uit Jorans Šteinhauers (zang), Katrīna Dimanta (viool), Raitis Viļumovs (drums) en Guntis Veilands (piano). De leadzanger raakte begin 2013 bekend door samen met de Brit Nick Mase het nummer Paldies Latiņam uit te brengen, een ode aan de pas ingevoerde euro in Letland. Steinhauers is in Duitsland geboren en spreekt Nederlands.
De band nam deel aan Dziesma 2014, de Letse preselectie voor het Eurovisiesongfestival. Met het nummer Cake to bake wist Aarzemnieki uiteindelijk met de zegepalm aan de haal te gaan, waardoor de groep Letland mocht vertegenwoordigen op het Eurovisiesongfestival 2014, dat in de Deense hoofdstad Kopenhagen werd gehouden. De band strandde in de halve finale.
De naam betekent in het Lets buitenlanders (ārzemnieki).
2000: Brainstorm · 
2001: Arnis Mednis · 
2002: Marie N · 
2003: F.L.Y. · 
2004: Fomins & Kleins · 
2005: Valters & Kaža · 
2006: Cosmos · 
2007: Bonaparti.lv · 
2008: Pirates of the Sea · 
2009: Intars Busulis · 
2010: Aisha · 
2011: Musiqq · 
2012: Anmary · 
2013: PeR · 
2014: Aarzemnieki · 
2015: Aminata Savadogo · 
2016: Justs · 
2017: Triana Park · 
2018: Laura Rizzotto · 
2019: Carousel · 
2021: Samanta Tīna · 
2022: Citi Zēni · 
2023: Sudden Lights · 
2024: Dons · 
2025: Tautumeitas